# Regimiento de Infantería Tres Corrales
R. I. Tres Corrales es un distrito paraguayo del Departamento de Caaguazú. Se encuentra a 193 km de Asunción, conectada por un ramal que parte de la Ruta PY02. Este distrito, anteriormente conocido como Tayaó, fue creado el 1 de diciembre de 1964.

## Toponimia
Recibía anteriormente el nombre de «Tacuacorá» (planta parecida a la tacuara, en forma de círculo). Luego, «Tayaó» (casa de plantas), nombre que aún conserva en la parte céntrica de la ciudad. Ambas denominaciones fueron relacionadas con la naturaleza del lugar. Actualmente se llama «R.I. Tres Corrales», en homenaje al regimiento que tuviera importante actuación en la Guerra del Chaco.

## Geografía
Situado hacia el oeste del V Departamento de Caaguazú, parte de sus 455 km² de extensión están cubiertos por grandes llanuras, en este distrito también se encuentra la Sierra de Tayao Pau, en la zona norte del distrito. Limita al norte con Caaguazú y Carayaó, separado por las Sierras Tayao Pau; al sur con Coronel Oviedo; al este con Caaguazú, y al oeste con Coronel Oviedo.
Las tierras del Distrito son bañadas por afluentes del arroyo Tacuary, que con sus bellas playas son aptas para el turismo, también cuentan con el arroyo Yaguati, el arroyo Paso itá, y los afluentes del arroyo Yjhovy. 

## Clima
En este distrito predomina el clima templado, y caen abundantes lluvias. Su temperatura máxima asciende a 35 °C en verano, y baja hasta cerca de O °C en invierno. Debido a su clima se caracteriza como una de las mejores zonas para la agricultura.

## Economía
Sus habitantes se dedican a la agricultura y a la ganadería. Su agricultura se basa en la producción y cultivo principalmente de los siguientes rubros: soja, yerba mate, trigo, mandioca, algodón, naranja dulce, horticultura. En lo referente a la ganadería doméstica, cuentan con ganados vacuno, caprino y caballar. 

## Infraestructura
Se accede a este distrito por un ramal que parte de la Ruta PY02. Posee dentro del área urbana calles pavimentadas, otras empedradas, enripiadas y terraplenadas que facilitan el desplazamiento de las personas y vehículos dentro del distrito. 
Sus medios de transporte público cuenta con todas las comodidades modernas que hacen recorridos urbanos, interurbanos y nacionales, también cuenta con servicios periódicos hasta la capital del país. 